# 1967 en informatique
1966 en informatique - 1967 - 1968 en informatique
Cet article présente les principaux évènements de 1967 dans le domaine informatique.

## Événements
- Premier Plan Calcul en France
- 3 janvier : création de l'Institut de recherche en informatique et en automatique (IRIA) devenu par la suite l'Institut national de recherche en informatique et en automatique (INRIA).
- Création de Cap Gemini par Serge Kampf dans la ville de Grenoble sous le nom Sogeti.
- Seymour Papert invente le langage LOGO.
- IBM invente la disquette.
- Création le 10 octobre du Laboratoire d'électronique et de technologie de l'information.
- Création du groupe Aplon (« Application Pour la Lecture Optique Normalisée »), éditeur du logiciel Charlemagne.

## Prix
- Attribution du Prix Turing à Maurice Wilkes pour ses travaux sur les librairies de programmes